# Capitaine Furie
Pour plus de détails, voir Fiche technique et Distribution.
Capitaine Furie (Captain Fury) est un film américain réalisé par Hal Roach, sorti en 1939.

## Synopsis
Dans les années 1840, le capitaine Michael Fury est un patriote irlandais banni en Nouvelle-Galles du Sud pour son engagement politique. Il est affermé en tant que serviteur d'Arnold Trist, un propriétaire foncier cruel qui utilise le fouet pour maintenir la discipline. Il est accompagné de ses collègues condamnés Blackie, Coughy et Bertie. Fury s'évade de prison et rencontre Jeannette Dupré, la fille du strict mennonite François Dupré. Fury découvre que Trist essaie de chasser les colons de la région pour reprendre leurs terres.
Fury organise les colons pour qu'ils agissent contre Trist. Il retourne en prison pour recruter des condamnés pour aider sa cause. Les hommes de Trist attaquent le ranch Bailey. Fury, aidé de Blackie, Coughy et Bertie, s'oppose à eux. Jeanette commence à tomber amoureuse de Fury. Son père lui interdit de le voir, alors elle s'enfuit. Dupre dit alors à Trist où se trouve Fury. Trist double Dupré et l'emprisonne. Fury et ses hommes échappent de justesse à une embuscade des hommes de Trist.
La maison de Dupré est incendiée et un corps calciné est découvert dans les ruines. Fury est arrêté pour le meurtre de Dupré et condamné à la pendaison. Cependant Blackie entend Dupré appeler de sa cellule, le sauve et le présente au Gouverneur.
Trist est exposé. Il tente de s'échapper mais est abattu par un Coughy mourant. Le gouverneur accorde une grâce à Fury et place Blackie et Bertie sous sa garde.

## Fiche technique
- Titre original : Captain Fury
- Titre français : Capitaine Furie
- Réalisation : Hal Roach, assisté de Gordon Douglas et Hal Roach Jr.
- Scénario : Grover Jones, Jack Jevne (en) et William C. de Mille
- Photographie : Norbert Brodine
- Musique : Marvin Hatley
- Montage : William H. Ziegler
- Pays d'origine : États-Unis
- Format : Noir et blanc - 1,37:1 - Mono
- Genre : aventure
- Durée : 92 minutes
- Date de sortie : 1939

## Distribution
- Brian Aherne : Capitaine Furie
- Victor McLaglen : Blackie
- Paul Lukas : Francois Dupre
- June Lang : Jeanette Dupre
- John Carradine : Coughy
- George Zucco : Arnold Trist
- Douglass Dumbrille : Preston
- Virginia Field : Mabel
- Charles Middleton : Mergon
- Lumsden Hare : Mr. Bailey
- Mary Gordon : Mrs. Bailey
- John Warburton : Bob
- Claud Allister : Suco
- Edgar Norton : L'aide du gouverneur
- Billy Bevan : Duffy
- Leonard Willey : Settler
- Richard Alexander : Garde
- Philo McCullough : Garde
- Gene Morgan : Garde
- Frank Hagney : Garde